# イシガキダイ

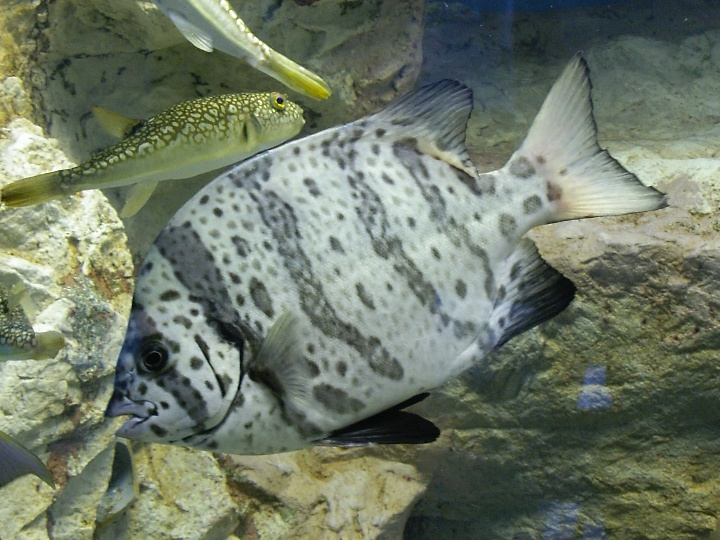
イシガキダイとイシダイの天然交雑個体。2008年に長崎半島沿岸で捕獲され長崎ペンギン水族館で飼育されていたもの

イシガキダイ（石垣鯛、学名 Oplegnathus punctatus） は、スズキ目イシダイ科に属する魚の一種。北西太平洋の熱帯・亜熱帯域に分布する大型の肉食魚で、同属のイシダイと同様食用や釣りの対象魚として人気が高い。また、特に本種の老成したオスを指してクチジロ（口白）という呼称もある。

## 特徴
成魚は全長50cm程度だが、90cmを超える老成個体も記録されている。体型は左右から押しつぶされたような円盤型で、顎が前方に突き出る。イシダイより口が尖り、体高が高い。背鰭軟条数は15-16本で、イシダイの17-18本に比べて少ない。口はイシダイと同様に歯が融合し、くちばし状になっている。
全身が灰白色の地に大小の黒褐色斑紋で覆われた独特の模様をしている。標準和名「イシガキダイ」は、この模様が石垣を思わせることに由来する。ただしこの模様は成長につれて細かくなり、特に老成したオスでは斑点が消失し、全身が灰褐色になる。同時に口の周囲が白っぽくなるため、この時期のオスを指して「クチジロ」と呼ぶ。一方、メスは老成しても斑紋がよく残り、口の周囲が白くならない。
イシダイとの天然での交雑も確認されている。交雑個体はイシダイの横縞とイシガキダイの黒斑の両方が現れるが、鰭条数等は母親の影響が強いとされる。2010年11月11日に北海道寿都町の沖合で漁師に捕獲されたことがある。人工交雑は近畿大学水産研究所で1970年に成功した。この雑種は「イシガキイシダイ」、または交雑に成功した近大に因み「キンダイ」とも名付けられている。

### 生態
太平洋岸では房総半島・日本海側では山口県以南、朝鮮半島南部から南シナ海まで、暖流の影響が強い海域に分布し、日本の最南端に在る沖ノ鳥島でも生息が確認されている。また、ハワイからも記録されている。イシダイよりは南方系の分布を示す。
浅い海の岩礁やサンゴ礁に生息する。成魚は海底の岩陰や洞窟に潜んだり、海底付近を泳ぎ回る。食性は肉食性で、甲殻類、貝類、ウニ類などのベントスを捕食する。これらの動物の頑丈な殻も、くちばし状の顎で噛み砕いて中身を食べてしまう。
産卵期は春で、分離浮性卵を産む。孵化した稚魚は流れ藻や流木などに付いて外洋を漂流し、漂着物に付く小動物やプランクトンを捕食しながら成長する。全長数cm程度から浅海の岩礁に定着するが、この時期には海岸のタイドプールで見られることもある。イシダイより成長が速く、より大型に育つと言われる。

## 地方名
クチジロ（オス老成個体・各地）、ササラダイ、ワサラビ（神奈川）、モンバス、コモンバス、モンワサナベ（和歌山）、コメカミ（三重）、モンコウロウ（高知）、フサ（長崎）、コメビシャ（宮崎）、クサ、ゴマクシャ、ゴマシチャ、ゴマヒサ（鹿児島）、タネグサ（鹿児島県甑島）、ガラサー（沖縄）など地方名が多い。和歌山の「ハス」「ワサナベ」、高知の「コウロウ」、鹿児島の「ヒサ」等はどれもイシダイを指し、イシガキダイの方は「紋のあるイシダイ」「ゴマ模様のイシダイ」等という意味になる。
一方、英名"Spotted Knifejaw"は、「斑紋のある、ナイフのような顎」を意味する。

## 利用
生息環境の厳しさ・個体の少なさ・成魚の大きさ・引きの激しさから、イシダイと並ぶ磯釣りの対象とされ、特にクチジロは釣り人の憧れの的ともなっている。イシダイより口が小さいので釣り餌も小さくするのが良いとされる。イシダイ釣りの外道として釣れる。餌はヤドカリ、サザエ、エビ等が用いられる。
身は白身で、刺身、洗い、寿司種、塩焼き、煮付け、唐揚げなどに利用される。全長40cm程度までが美味とされる。大型個体は却って味が落ち、シガテラ中毒の危険もあるので食用には向かない。これは食物連鎖によるシガテラ毒の生物濃縮が原因であるため、特に6ポンド=2,722グラム以上の重量の魚は危険である。また、死後に時間が経つと磯臭さが強くなるので、この点でも注意を要する。
食用以外にも、稚魚や若魚は水族館などで飼育される。